# Новозалесье (Пятихатский район)
Новозалесье (укр. Новозалісся) — село,
Пальмировский сельский совет,
Пятихатский район,
Днепропетровская область,
Украина.
Код КОАТУУ — 1224584813. Население по переписи 2001 года составляло 306 человек .

## Географическое положение
Село Новозалесье находится на расстоянии в 1 км от сёл Желтоалександровка и Садовое, в 2-х км от села Пальмировка.
По селу протекает пересыхающий ручей с запрудой.

## Экономика
- Молочно-товарная ферма.